# Нектанеб II
Нектанеб II (егип. Nḫt-Ḥr-Ḥbt; стгрч. Νεκτανεβως) је био последњи владар старог Египта, као и трећи и последњи фараон из Тридесете египатске династије. Владао је од 358. до 340. п. н. е.
Под Нектанебом II, Египат је напредовао. Током његове владавине, египатски уметници су развили посебан стил који је оставио препознатљив траг на рељефима Птолемејског краљевства. Као и његов индиректни претходник Нектанеб I, Нектанеб II је показао ентузијазам за многе култове богова унутар древне египатске религије, а више од стотину египатских локација сведочи о његовој пажњи. Нектанеб II је, међутим, предузео више конструкција него Нектанеб I, почевши посебно од огромног египатског храма Изиде ( Исеум ).
За седам година, Нектанеб II је био успешан у очувању Египта од Ахеменидског царства. Међутим, био је издат од свог бившег слуге, Ментора са Родоса, Нектанеб II је на крају поражен. Персијанци су заузели Мемфис, а затим заузели остатак Египта, укључивши земљу у Ахеменидско царство под Артаксерксом III. Нектанеб је побегао на југ и сачувао своју моћ неко време; његова каснија судбина је непозната.